# 俺の妹がこんなに可愛いわけがない。 ハッピーエンド
『俺の妹がこんなに可愛いわけがない。 ハッピーエンド』（おれのいもうとがこんなにかわいいわけがない。 HappyenD）は、バンダイナムコゲームスより2013年9月26日に発売されたPlayStation 3専用ゲームソフト。略称は『俺の妹HD』。

## 概要
『俺の妹がこんなに可愛いわけがない ポータブル』、『俺の妹がこんなに可愛いわけがない ポータブルが続くわけがない』に続く伏見つかさの小説『俺の妹がこんなに可愛いわけがない』のゲーム化第3弾にして最終章。前2作はPlayStation Portable（PSP）での発売だったが、本作はPlayStation 3での発売となる。ゲームのボリュームは前作のおよそ2倍。HD機での発売となるためタイトルの「Happy enD」とかかっている。開発は前2作と同様にガイズウェア。
ふとしたきっかけからアイドルのオーディションに合格してアイドルとなった高坂桐乃ら妹たちを、マネージャーとなった高坂京介が妹たちの芸能活動をサポートしていく、という内容である。
通常版、PlayStation Storeでのダウンロード版の他に限定版の「HDコンプ!BOX」が同時発売された。ブックレット、サウンドトラックCD、特典映像ブルーレイディスクなどが同梱される。
パッケージイラストはアニメ版『俺妹』の作画監督の後藤望によるもの。通常版はアイドルの衣装を着た桐乃のイラスト。限定版はアイドルの衣装を着た桐乃、黒猫、あやせ、加奈子、麻奈実の後ろにマネージャーになった京介が描かれている。

## あらすじ
終業式を控えたある日、京介が家に帰ると妹の桐乃が友達の黒猫と沙織を家に連れてきて『アイドルマスター』をプレイしていた。アイドルの話題で盛り上がっていると、沙織がアイドルオーディションの募集が行われていることを言ってきた。読者モデルをやっている桐乃は自分こそがアイドルにふさわしいとアイドルオーディションに募集することにした。京介はマネージャーとなって二人三脚でアイドル活動をバックアップすることになる。

## 登場人物
高坂 京介（こうさか きょうすけ）
声 - 中村悠一
本作の主人公。口ではなんやかんや言っても、妹のことを心配している。ひょんなことからマネージャーとしてアイドル活動を後押しすることになる。
高坂 桐乃（こうさか きりの）
声 - 竹達彩奈
京介の妹。可愛く優等生な外見とは裏腹に隠れオタク。妹キャラが好きで『アイマス』では高槻やよいのプロデューサーだということが判明する。
黒猫（くろねこ）
声 - 花澤香菜
本名は五更 瑠璃（ごこう るり）。京介の後輩で元彼女。普段着はいつもゴスロリファッションを着ている桐乃のオタク友達。
沙織・バジーナ（さおり・ばじーな）
声 - 生天目仁美
ぐるぐるメガネにバンダナ、ジーンズといかにもなオタファッションをした桐乃たちの友達。面倒見が良い性格。
新垣 あやせ（あらがき あやせ）
声 - 早見沙織
桐野のモデル友達で黒髪の美少女。普段は大人しく礼儀正しいが怒ると怖い。ひょんなことからアイドルオーディションに応募したところ受かってしまう。
来栖 加奈子（くるす かなこ）
声 - 田村ゆかり
桐野の友達でツインテールの女子中学生。言葉遣いは乱暴だが、スーパーアイドルを目指している。
田村 麻奈実（たむら まなみ）
声 - 佐藤聡美
京介の同級生で、近所に住む幼馴染。家は和菓子屋「田村屋」で、大福ふぇあのキャンペーンの一環で「ミス大福」として大福のかぶりものをして活動することに。

## ゲームシステム
プレイヤーは高校生の高坂京介となる。ゲーム序盤の選択肢で、5人の女性キャラクターの誰がアイドルにふさわしいかを選択、そのキャラクターのマネージャーになる。
ゲームの進行はSNS風の選択肢で「イイネ!」か「つっこむ」のどちらかを選ぶことで、アイドルの育成の方向性が変化する。
撮影パートではプレイヤーはアイドルのカメラマンとして写真撮影を行う。コントローラーを操作して撮影を行う。撮影時に「CRITICAL」が発生すると、ハートが溜まり、アイドルのテンションがアップする。テンションが最高の状態で撮影を終了できるとボーナスモードになり、通常よりも大胆なポーズを撮影できる。逆にNGな写真を撮ると撮影モードが終了してしまう。
撮影した写真はSNSにアップロードすることでファンが増える。
グラフィックは2Dイラストと、トゥーンレンダリングされた3Dグラフィックがある。また、イベントシーンでは1枚絵のスチルが用意されている。

## 楽曲
オープニング「reunion」
作詞・作曲・編曲：kz 歌：ClariS
アニメ版第2期『俺の妹がこんなに可愛いわけがない。』のオープニングテーマ。
テーマソング「Morning Morning!!」
作詞・作曲・編曲：yu-go　歌：高坂桐乃（竹達彩奈）
テーマソングはニコニコ動画で募集された曲が採用された。

## 開発
原作・アニメが完結し、PSP版では原作完結後のその後やifのエピソードも描いてしまったため、ネタ切れになっていた。そこで妹たちをアイドルとしてプロデュースするという本作のプロットが考えられた。作品のテーマはプレイヤーが『俺の妹』のキャラクターたちとの思い出を残していけるようにとのことで、このことから公式のゲームジャンルは「思い出作り奮闘Liveシミュレーション」とされている。

## 書籍
俺の妹がこんなに可愛いわけがない。 ハッピーエンド ザ・コンプリートガイド
2013年10月13日にKADOKAWAより発売された本書の攻略本。執筆は電撃プレイステーション編集部。ISBN 978-4048660488